# ستيف شيلي
ستيف شيلي (بالإنجليزية: Steve Shelley)‏ هو منتج أسطوانات وطبال وملحن أمريكي، ولد في 23 يونيو 1962 في ميدلاند في الولايات المتحدة.

## وصلات خارجية
- ستيف شيلي على موقع IMDb (الإنجليزية)
- ستيف شيلي على موقع ميوزك برينز (الإنجليزية)
- ستيف شيلي على موقع أول ميوزيك (الإنجليزية)
- ستيف شيلي على موقع ديسكوغز (الإنجليزية)
- ستيف شيلي على موقع قاعدة بيانات الفيلم (الإنجليزية)